# Saturn Award für den besten TV-Gastdarsteller
Folgende Darsteller haben den Saturn Award für den besten TV-Gastdarsteller gewonnen.
| Jahr |                | Preisträger                      | Serie                                          | Weitere Nominierungen |
| ---- | -------------- | -------------------------------- | ---------------------------------------------- | --- |
| 2009 |                | Jimmy Smits                      | Dexter                                         | Kristen Bell für Heroes Robert Forster für Heroes Alan Dale für Lost Kevin Durand für Lost Sonya Walger für Lost |
| 2010 |                | Leonard Nimoy                    | Fringe – Grenzfälle des FBI                    | Raymond Cruz für Breaking Bad John Lithgow für Dexter Bernard Cribbins für Doctor Who Mark Pellegrino für Lost Michelle Forbes für True Blood |
| 2011 |                | Richard Dreyfuss Joe Manganiello | Weeds – Kleine Deals unter Nachbarn True Blood | Giancarlo Esposito für Breaking Bad Noah Emmerich für The Walking Dead John Terry für Lost Seth Gabel für Fringe – Grenzfälle des FBI |
| 2012 |                | Tom Skerritt                     | Leverage                                       | Steven Bauer für Breaking Bad Orla Brady für Fringe – Grenzfälle des FBI Mark Margolis für Breaking Bad Edward James Olmos für Dexter Zachary Quinto für American Horror Story: Murder House                                                                                        |
| 2013 |                | Yvonne Strahovski                | Dexter                                         | Blair Brown für Fringe – Grenzfälle des FBI Terry O’Quinn für Falling Skies Lance Reddick für Fringe – Grenzfälle des FBI Mark Sheppard für Leverage Ray Stevenson für Dexter |
| 2014 |                | Robert Forster                   | Breaking Bad                                   | Stephen Collins für Falling Skies Danny Huston für American Horror Story: Coven David Morrissey für The Walking Dead Charlotte Rampling für Dexter Gina Torres für Hannibal |
| 2015 |                | Wentworth Miller                 | The Flash                                      | Dominic Cooper für Marvel’s Agent Carter Neil Patrick Harris für American Horror Story: Freak Show John Larroquette für The Quest – Die Serie Michael Pitt für Hannibal Andrew J. West für The Walking Dead                                                                         |
| 2016 |                | William Shatner                  | Haven                                          | Laura Benanti für Supergirl Steven Brand für Teen Wolf Victor Garber für The Flash Scott Glenn für Marvel’s Daredevil Alex Kingston für Doctor Who John Carroll Lynch für The Walking Dead                                                                                          |
| 2017 |                | Jeffrey Dean Morgan              | The Walking Dead                               | Ian Bohen für Teen Wolf Tyler Hoechlin für Supergirl Anthony Hopkins für Westworld Leslie Jordan für American Horror Story: Roanoke Dominique Pinon für Outlander |
| 2018 |                | David Lynch                      | Twin Peaks                                     | Bryan Cranston für Philip K. Dick’s Electric Dreams Michael Greyeyes für Fear the Walking Dead Jeffrey Dean Morgan für The Walking Dead Rachel Nichols für The Quest – Die Serie Jesse Plemons für Black Mirror Hartley Sawyer für The Flash Michelle Yeoh für Star Trek: Discovery |
| 2019 |                | Jeffrey Dean Morgan              | The Walking Dead                               | Rainer Bock für Better Call Saul Jon Cryer für Supergirl Sydney Lemmon für Fear the Walking Dead Tonya Pinkins für Fear the Walking Dead Edward Speleers für Outlander |
| 2021 |                | Jon Cryer                        | Supergirl                                      | Giancarlo Esposito für The Mandalorian Mark Hamill für What We Do in the Shadows Jeffrey Dean Morgan für The Walking Dead Kate Mulgrew für Mr. Mercedes Billy Porter für The Twilight Zone Jeri Ryan für Star Trek: Picard                                                          |
| 2022 | Netzwerk/Kabel | Jennifer Tilly                   | Chucky                                         | Michael Biehn für The Walking Dead Rachael Harris für Ghosts Jesse James Keitel für Big Sky Jeffrey Dean Morgan für The Walking Dead Fisher Stevens für The Blacklist Aisha Tyler für Fear the Walking Dead                                                                         |
|      | Streaming      | Hayden Christensen               | Obi-Wan Kenobi                                 | Jensen Ackles für The Boys LeVar Burton für Leverage 2.0 Tony Dalton für Hawkeye Rosario Dawson für The Mandalorian Robert Englund für Stranger Things Jonathan Majors für Loki |
| 2024 |                | Paul Wesley                      | Star Trek: Strange New Worlds                  | Gael García Bernal für Werewolf by Night Giancarlo Esposito für The Mandalorian Nick Offerman für The Last of Us Amanda Plummer für Star Trek: Picard Andy Serkis für Andor Catherine Zeta-Jones für Wednesday                                                                      |
| 2025 |                |                                  |                                                | Mark Hamill für Der Untergang des Hauses Usher Matthew Jeffers für The Walking Dead: The Ones Who Live Martin Kove für Cobra Kai Kyle MacLachlan für Fallout Andrea Martin für Evil Aubrey Plaza für Agatha All Along Ke Huy Quan für Loki                                          |